# Zita Gaier

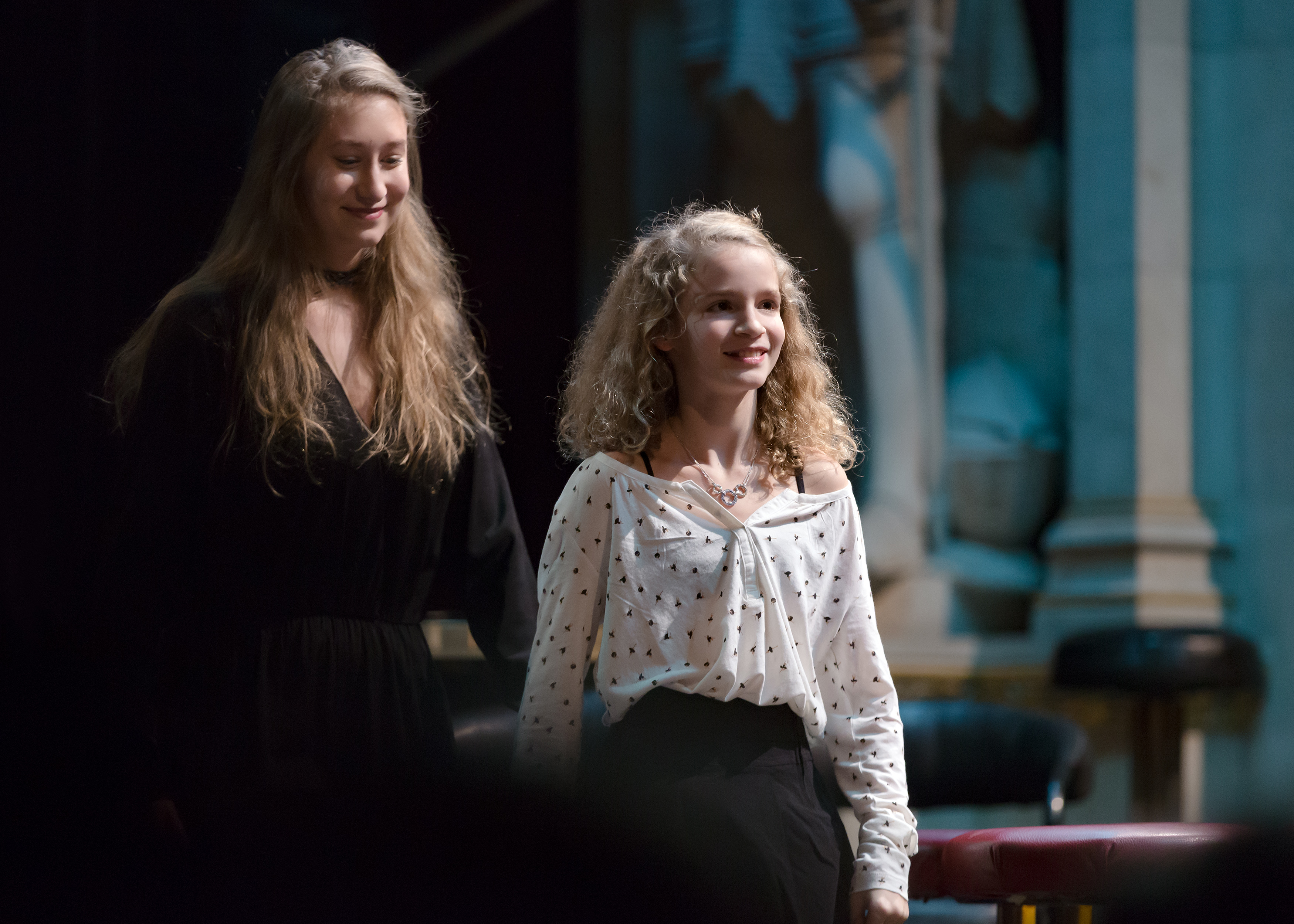
Zita Gaier (rechts) mit Paula Brunner bei der Verleihung des Österreichischen Filmpreises 2017

Zita Gaier (* 24. Jänner 2006 in Wien) ist eine österreichische Schauspielerin.

## Leben

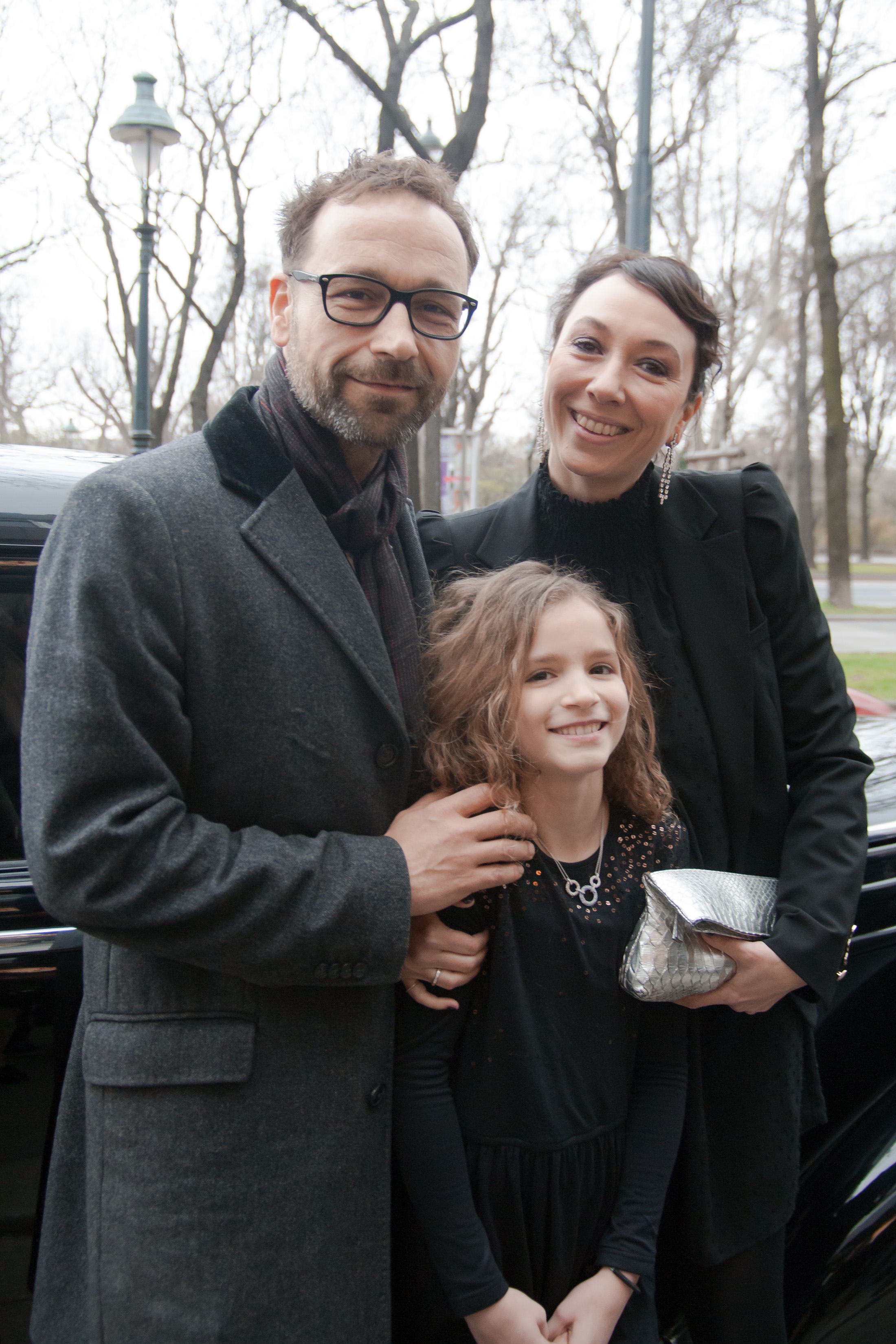
Zita Gaier mit Ursula Strauss und Gerald Votava bei der Wien-Premiere von Maikäfer flieg (2016)

Zita Gaier wurde als Drittes von fünf Kindern geboren, ihre Brüder Enzo (* 2002) und Lino Gaier sind ebenfalls Schauspieler. Sie spielt Klavier, singt in einem Chor der Musikschule Wien und tanzt Ballett und Modern. Seit Herbst 2016 belegte sie den Vorstudienlehrgang Tanz und ab der 3. Schulstufe Kunst am Konservatorium Wien und besuchte bis zum Ende der 8. Schulstufe die Gymnasium Boerhaavegasse. Ab der 9. Schulstufe 2020 besucht sie die Graphische in Wien.
Ihr Filmdebüt gab sie 2016 im Kinofilm Maikäfer flieg von Regisseurin Mirjam Unger, einer Verfilmung des autobiografischen Romans Maikäfer, flieg!: Mein Vater, das Kriegsende, Cohn und ich von Christine Nöstlinger aus dem Jahr 1973. Darin spielte sie an der Seite von Ursula Strauss und Gerald Votava die Hauptrolle der neunjährigen Christine. 2016 war sie außerdem in der ORF-Late-Night-Show Willkommen Österreich zu Gast.
2017 stand sie für Dreharbeiten zur Fernsehserie Trakehnerblut vor der Kamera, in der sie die Rolle der Tilda Holzleitner verkörperte. Im Fernsehfilm Die Professorin – Tatort Ölfeld (2018) spielte sie die Rolle der jungen Adelgunde „Gundi“ Kramer. Im Sommer 2019 drehte sie für den Film Ground Control von Helmut Karner. In der vierten Staffel der Fernsehserie Vorstadtweiber spielte sie Lea, die Tochter von Caro Melzer, dargestellt von Martina Ebm.
Im Spielfilm Sunburned (2019) von Carolina Hellsgård verkörperte sie die Hauptrolle der 13-jährigen Claire, mit Sabine Timoteo als ihre Filmmutter Sophie.

## Filmografie (Auswahl)
- 2016: Maikäfer flieg
- 2017: Trakehnerblut (Fernsehserie)
- 2018: Die Professorin – Tatort Ölfeld
- 2019: Vorstadtweiber (Fernsehserie)
- 2019: Sunburned
- 2022: Tage, die es nicht gab (Fernsehserie)
- 2025: SOKO Donau/SOKO Wien (Fernsehserie, Folge: Blunznfett durchs Leben)